# Synagoga Santa María la Blanca w Toledo
Synagoga Santa María la Blanca w Toledo – synagoga znajdująca się w Toledo w Hiszpanii.
Synagoga została zbudowana na przełomie XII i XIII wieku, w stylu mudejar. W 1405 roku wierni z pobliskiej parafii Santiago de Arrabal pod wodzą św. Wincentego Ferreriusza zajęli synagogę i zamienili ją na kościół Santa María la Blanca. Nazwa pochodziła od białego koloru ścian. Wewnątrz zachowało się m.in. szesnastowieczne retabulum ołtarzowe.

## Galeria

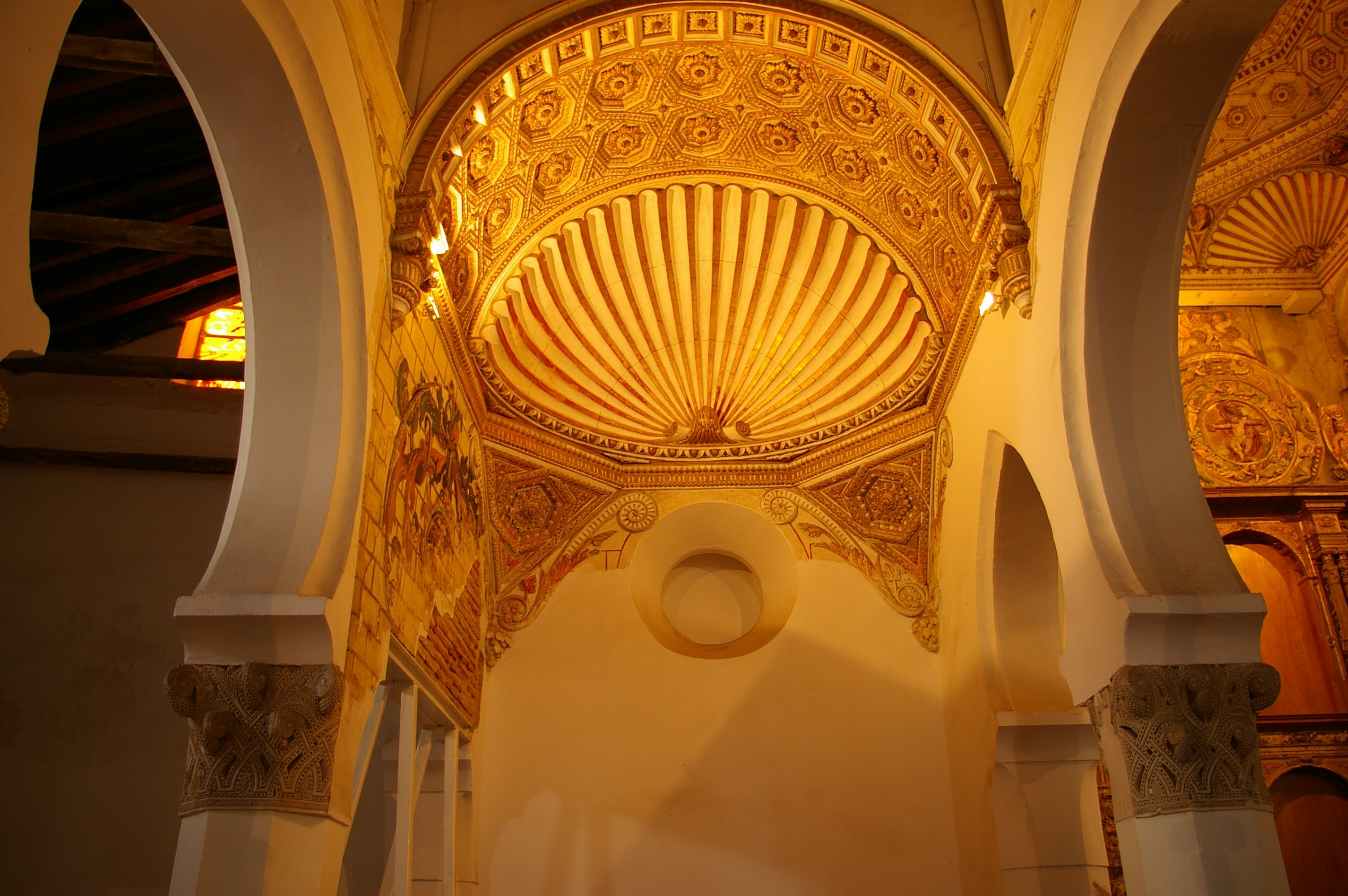
Apsyda
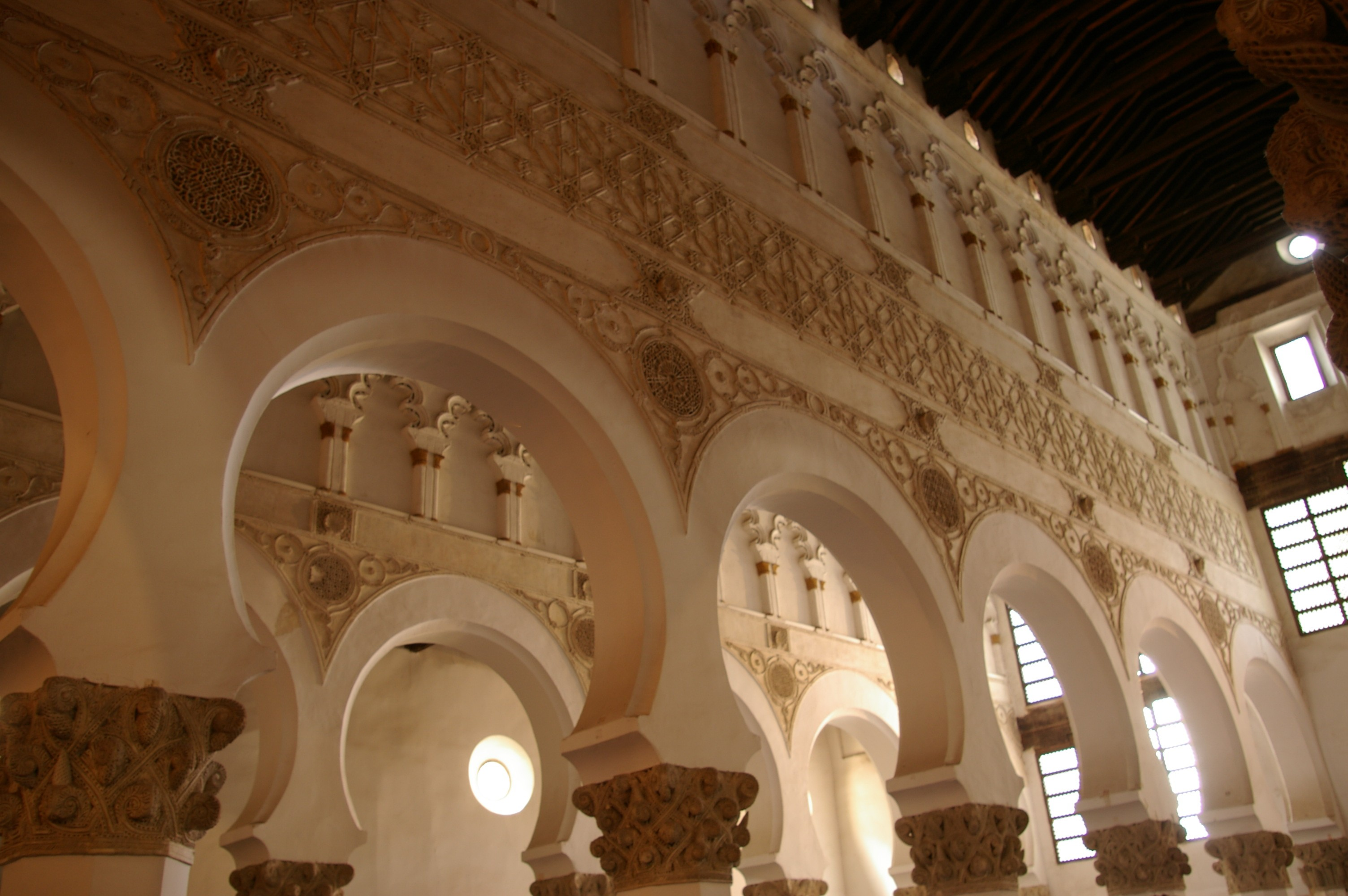
Kolumny
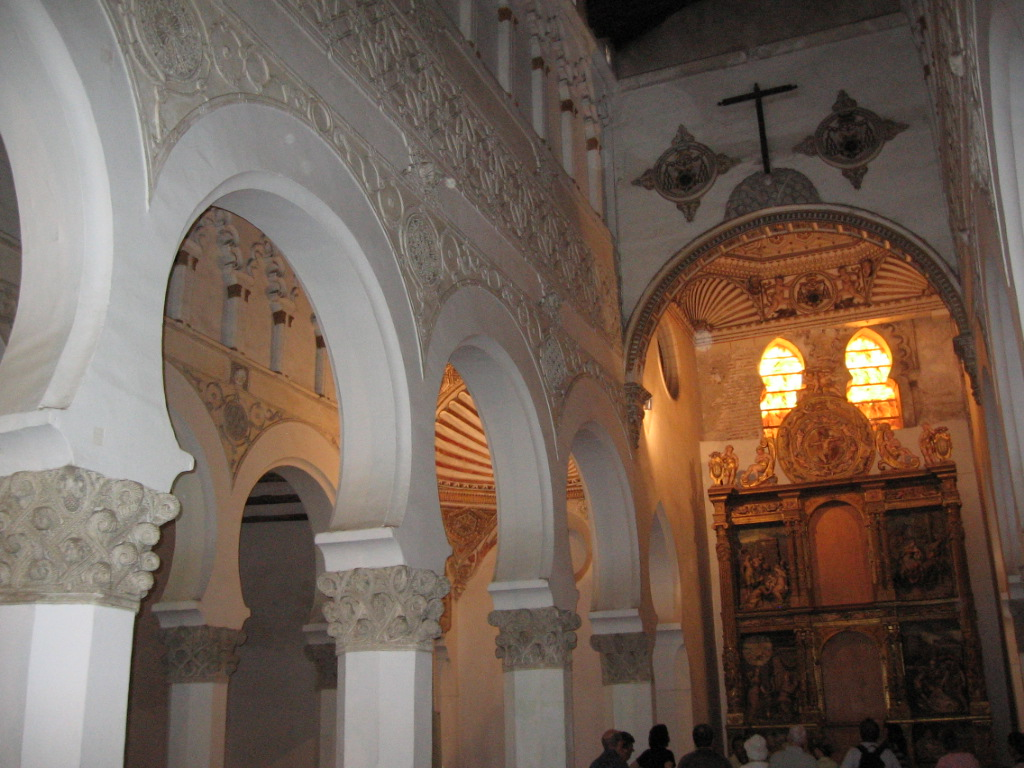
Wnętrze